# Ainan, Ehime
Ainan (愛南町 Ainan-chō) là thị trấn thuộc huyện Minamiuwa, tỉnh Ehime, Nhật Bản. Tính đến ngày 1 tháng 10 năm 2020, dân số ước tính thị trấn là 19.601 người và mật độ dân số là 82 người/km2. Tổng diện tích thị trấn là 239 km2.

## Địa lý

### Đô thị lân cận
- Ehime
  - Uwajima
- Kōchi
  - Sukumo

### Khí hậu
| Dữ liệu khí hậu của Mishō, Ehime         | Dữ liệu khí hậu của Mishō, Ehime | Dữ liệu khí hậu của Mishō, Ehime | Dữ liệu khí hậu của Mishō, Ehime | Dữ liệu khí hậu của Mishō, Ehime | Dữ liệu khí hậu của Mishō, Ehime | Dữ liệu khí hậu của Mishō, Ehime | Dữ liệu khí hậu của Mishō, Ehime | Dữ liệu khí hậu của Mishō, Ehime | Dữ liệu khí hậu của Mishō, Ehime | Dữ liệu khí hậu của Mishō, Ehime | Dữ liệu khí hậu của Mishō, Ehime | Dữ liệu khí hậu của Mishō, Ehime | Dữ liệu khí hậu của Mishō, Ehime |
| Tháng                                    | 1                                | 2                                | 3                                | 4                                | 5                                | 6                                | 7                                | 8                                | 9                                | 10                               | 11                               | 12                               | Năm                              |
| ---------------------------------------- | -------------------------------- | -------------------------------- | -------------------------------- | -------------------------------- | -------------------------------- | -------------------------------- | -------------------------------- | -------------------------------- | -------------------------------- | -------------------------------- | -------------------------------- | -------------------------------- | -------------------------------- |
| Cao kỉ lục °C (°F)                       | 21.5 (70.7)                      | 22.6 (72.7)                      | 25.0 (77.0)                      | 28.7 (83.7)                      | 32.7 (90.9)                      | 33.3 (91.9)                      | 37.3 (99.1)                      | 39.0 (102.2)                     | 35.8 (96.4)                      | 32.9 (91.2)                      | 27.0 (80.6)                      | 23.7 (74.7)                      | 39.0 (102.2)                     |
| Trung bình ngày tối đa °C (°F)           | 11.6 (52.9)                      | 12.6 (54.7)                      | 15.8 (60.4)                      | 20.5 (68.9)                      | 24.4 (75.9)                      | 26.6 (79.9)                      | 30.8 (87.4)                      | 32.0 (89.6)                      | 29.1 (84.4)                      | 24.4 (75.9)                      | 19.2 (66.6)                      | 13.9 (57.0)                      | 21.7 (71.1)                      |
| Trung bình ngày °C (°F)                  | 7.3 (45.1)                       | 8.0 (46.4)                       | 10.9 (51.6)                      | 15.4 (59.7)                      | 19.5 (67.1)                      | 22.6 (72.7)                      | 26.5 (79.7)                      | 27.5 (81.5)                      | 24.4 (75.9)                      | 19.3 (66.7)                      | 14.3 (57.7)                      | 9.4 (48.9)                       | 17.1 (62.8)                      |
| Tối thiểu trung bình ngày °C (°F)        | 3.1 (37.6)                       | 3.3 (37.9)                       | 5.9 (42.6)                       | 10.2 (50.4)                      | 14.6 (58.3)                      | 19.0 (66.2)                      | 23.1 (73.6)                      | 23.9 (75.0)                      | 20.5 (68.9)                      | 14.8 (58.6)                      | 9.5 (49.1)                       | 4.9 (40.8)                       | 12.7 (54.9)                      |
| Thấp kỉ lục °C (°F)                      | −3.4 (25.9)                      | −4.5 (23.9)                      | −3.1 (26.4)                      | −0.2 (31.6)                      | 3.5 (38.3)                       | 10.0 (50.0)                      | 14.8 (58.6)                      | 16.3 (61.3)                      | 10.1 (50.2)                      | 2.6 (36.7)                       | −1.2 (29.8)                      | −3.8 (25.2)                      | −4.5 (23.9)                      |
| Lượng Giáng thủy trung bình mm (inches)  | 69.3 (2.73)                      | 90.8 (3.57)                      | 139.0 (5.47)                     | 151.5 (5.96)                     | 199.1 (7.84)                     | 318.2 (12.53)                    | 247.6 (9.75)                     | 186.9 (7.36)                     | 228.2 (8.98)                     | 148.2 (5.83)                     | 104.4 (4.11)                     | 80.8 (3.18)                      | 1.963,7 (77.31)                  |
| Số ngày giáng thủy trung bình (≥ 1.0 mm) | 8.6                              | 8.9                              | 11.2                             | 9.4                              | 9.4                              | 14.0                             | 10.9                             | 9.7                              | 11.1                             | 8.0                              | 7.9                              | 8.3                              | 117.4                            |
| Số giờ nắng trung bình tháng             | 142.9                            | 150.7                            | 181.0                            | 195.5                            | 195.0                            | 126.7                            | 193.9                            | 217.3                            | 173.9                            | 178.9                            | 158.1                            | 143.5                            | 2.067,5                          |
| Nguồn: Cục Khí tượng Nhật Bản            |                                  |                                  |                                  |                                  |                                  |                                  |                                  |                                  |                                  |                                  |                                  |                                  |                                  |